# Jorge Lankenau
Jorge Lankenau Rocha (Monterrey, 16 de abril de 1944 – 16 de junio de 2012) fue banquero y empresario, fundador y presidente del Grupo Financiero Abaco, uno de los grupos más importantes en México en la década de 1990.

## Biografía
Jorge Lankenau Rocha se desempeñó como director de instituciones bancarias antes de establecerse con su propio grupo financiero. Fue representante y vicepresidente en Monterrey de Bank of America en 1984 y, un año después, con un grupo de inversores, fundada en la Casa de Bolsa Ábaco. Fue dueño de la compañía aseguradoras ABA Seguros. También fue el jefe de Ábaco Grupo Financiero y propietario de Agua Sport, una de las compañías de aguas más importantes del país, y de Banca Confia, de la banca de inversión "Rodman y Renshaw" (con sede central en Chicago), y de ABA Sport, una marca de ropa deportiva (el nombre se basó en su compañía de seguros) que patrocinó Rayados, Tigres UANL, Santos, Chivas, Atlético Saltillo, Atlas, Olimpia, Estudiantes Tecos y finalmente la selección nacional de fútbol.
Con la privatización de la banca mexicana en 1991, Lankenau, junto a un grupo de inversores, ganó la adquisición Banca Confía el 4 de abril. Después de la adquisición de Confía, el empresario empezó un ambicioso plan de crecimiento basada en una estrategia de marketing agresiva y un marketing innovador. Pronto el logo verde de Confía invadió vallas publicitarias, páginas de diarios y revistas, pantallas de televisión, estadios de fútbol, béisbol y hasta canchas de tenis. Banca Confía fue la institución de mayor crecimiento durante esos años, alcanzando las 300 sucursales a finales de 1992.
Además de su éxito financiero, Lankenau fue un gran promotor de los deportes, el arte y la cultura. Compró el Club de Futbol Rayados de Monterrey, de la que fue presidente entre 1991 y 1998, y convirtiéndolo en uno de los equipos más importante de la liga mexicana. Gracias al éxito conseguido por los Rayados, Ábaco también patrocinó a la Selección Mexicana de Fútbol, haciéndola entrenar en las canchas de Cerrito, casa de los Rayados de Monterrey. Por su liderazgo empresarial y por contribuir al desarrollo de la comunidad, la Cámara de Comercio de Monterrey le otorgó el premio “Pedro Maíz Arsuada” en diciembre de 1992. Entre otras cosas, y gracias a esa esponsorización, las series de la Major League Baseball fuera de los Estados Unidos se celebraron en Monterrey del 16 al 18 de agosto de 1996, entre los New York Mets y los San Diego Padres. Lankenau fue uno de los primeros emprendedores mexicanos en aparecer en la portada de The Wall Street Journal en 1996. Los diarios estadounidenses dedicaron una portada histórica a él, en la que se calificó de positivo y sorprendente el estilo de gestión, estrategia y estructura de Grupo Financiero Ábaco.
La historia del Grupo Financiero Ábaco fue plasmada en un caso de estudio del Instituto Tecnológico y de Estudios Superiores de Monterrey para servir como material de discusión en las clases del 29 de julio de 2011. Este caso describe la formación del grupo, su crecimiento y su estrategia. (Tec de Monterrey, Grupo Financiero Ábaco CO2-06-007).Lankenau era dueño de Agua Sport, una de las empresas de agua más grandes de México.David Carrizales (6 de septiembre de 1997). «Huyeron ya de NL 4 implicados en el caso Abaco, afirman afectados». La Jornada.</ref>
El 17 de noviembre de 1997, Lankenau compareció en el Centro Penitenciario de Topo Chico en Monterrey para testificar por fraude sobre operaciones offshore, también conocidas como inversiones en "paraísos fiscales". Inicialmente estuvo bajo arresto domiciliario en Monterrey, pero fue encarcelado en Topo Chico el 17 de noviembre de 1997, y cumplió ocho años, por los delitos de fraude, evasión fiscal y delitos previstos en la Ley de Instituciones de Crédito. El 25 de diciembre de 2005 fue puesto en libertad. En diciembre de 2003, obtuvo un indulto judicial de 113 de los 250 demandantes. Fue perseguido por 48 cargos diferentes, pero fue declarado inocente de todos y cada uno de ellos.
Después de sufrir un ataque al corazón en septiembre de 2009, Lankenau murió el 16 de junio de 2012, a la edad de 68 años, dejando huella en los negocios, la cultura y el deporte mexicanos.